# Kibaha
Kibaha est le chef-lieu de la région de Pwani en Tanzanie. 

## Géographie
Située à tout juste 20 km à l'ouest de Dar es Salam, la plus grande ville du pays, elle comptait 23 050 habitants en 2002.
C'est également le centre administratif du district du même nom.